# Соколов, Сергей Николаевич (политик)
Серге́й Никола́евич Соколо́в (род. 4 июля 1961, Волгоград) — временно исполняющий полномочия главы Волгограда с 24 февраля 2011 по 27 апреля 2012 года.

## Биография
Родился 4 июля 1961 года в Волгограде.
В 1984 году окончил Волгоградского инженерно-строительного института по специальности «Промышленное и гражданское строительство».
После окончания института некоторое время работал вторым секретарём Ворошиловского райкома комсомола города Волгограда.
Работал мастером, прорабом хозрасчётного ремонтно-строительного участка Производственного объединения «Волгоградтрансгаз».
С июля 1987 года — начальник Строительно-монтажного управления Производственного объединения «Волгоградтрансгаз». С декабря 1988 года — заместитель управляющего трестом «Средазспецтрансгаз» по Волгоградскому региону Производственного объединения «Югтрансгаз». С 1989 года — управляющий треста «Волгоградспецстройтрансгаз» Производственного объединения «Югтрансгаз».
С февраля 1991 по июнь 2006 года работал в ЗАО Строительно-монтажный трест «Волгоградстройгаз» на должностях управляющего треста, председателя правления, генерального директора.

## Научная и преподавательская деятельность
С 1991 по 2007 годы наряду с трудовой деятельностью осуществлял и научно-преподавательскую. Занимал должности профессора общего и специального менеджмента института управления и профессора кафедры экономики и финансов Волгоградской академии государственной службы, профессора кафедры экономики и менеджмента Волгоградского государственного университета.
В 1996—1998 годах проходил обучение в Академии народного хозяйства при Правительстве Российской Федерации.
В 1997 году присвоена учёная степень кандидата экономических наук; тема диссертации — Совершенствование управления строительными организациями в газовой отрасли: региональный аспект. В 2004 году присвоена учёная степень доктора экономических наук; тема диссертации — Формирование и развитие стратегического потенциала регионального нефтегазостроительного комплекса.

## Депутат Волгоградской областной Думы
30 марта 1997 года был избран депутатом Волгоградской областной Думы по Палласовскому избирательному округу № 8, за него отдали голоса 31,9 % от числа проголосовавших (11,06 % от общего числа избирателей). Выдвинут избирателями.

## Администрация Волгограда
В 2007 году, с приходом Романа Гребенникова на пост главы Волгограда, назначен первым заместителем главы Волгограда.

### Исполняющий обязанности главы Волгограда
В конце февраля 2011 года в Волгограде разразился политический кризис в связи с отрешением Романа Гребенникова с должности главы Волгограда. Выяснилось, что решение «О назначении первого заместителя главы Волгограда С. Н. Соколова временно исполняющим полномочия главы Волгограда» было принято опросным голосованием. Сам Сергей Соколов в процессе принятия решения неоднократно изменял своё решение о согласии с назначением его на эту должность. Было высказано мнение, что такой способ принятия решения был вызван несогласием части депутатов с отстранением главы Волгограда, как сообщает «Независимая газета», это сопровождалось многочасовыми телефонными и личными уговорами. Политолог Виталий Арьков так прокомментировал механизм принятия решения: «Что мешало народным избранникам сделать это публично, какие аргументы были найдены губернаторской командой, фактически навязавшей это решение городским депутатам, можно лишь догадываться. Очевидно одно — изначально была нарушена процедура гласности при принятии беспрецедентно важного для общественного мнения решения — отрешении от должности избранного населением руководителя. Такого рода поспешность и последующая активность областных чиновников заставляют предполагать, что целью кадрового решения главы региона было не столько лишение Гребенникова должности, сколько разрушение системы местного самоуправления в городе и фактическое превращение администрации Волгограда в структурное подразделение областной администрации».
Роман Гребенников, уходя на больничный, назначил исполняющим обязанности своего заместителя Сергея Бирюкова. После назначения Соколова исполняющим обязанности главы Волгограда, Бирюков задним числом издал распоряжение об увольнении Соколова якобы «за однократное грубое нарушение трудовых обязанностей — прогул».
30 марта глава администрации Волгоградской области Анатолий Бровко заявил, что он будет лоббировать назначение Сергея Соколова на должность главы администрации Волгограда.
9 мая 2011 года в эфире радио «Эхо Москвы» Сергей Соколов допустил несколько фактических ошибок. Во-первых, он назвал второй очередью Волгоградского моста не мост через Ахтубу, а полосу для движения, параллельную уже построенному: «Вторая очередь — это параллельно построенному объекту». Во-вторых, он в полтора раза преувеличил длину города: «Сегодня Волгоград порядка 90 километров вдоль Волги» (на самом деле — около 60). В-третьих, Соколов неверно указал территориальную принадлежность осторва Сарпинский: «Остров Сарпинский… подчиняется нашему Кировскому району»; на самом деле — Красноармейскому.
В начале июля 2011 года Главное следственное управление Следственного комитета Российской Федерации по Северо-Кавказскому федеральному округу возбудило уголовное дело в отношении начальника Управления по внутренней и информационной политике аппарата главы администрации Волгоградской области Романа Созарукова. Позже выяснилось, что Созаруков в 2003 году (тогда его звали Рамзан) уже привлекался к уголовной ответственности за хищение и растрату, подделку документов и злоупотребление полномочиями вместе со своей женой Галиной Созаруковой. Факты хищения денежных средств и подделки документов, злоупотребления полномочиями были доказаны в суде в полном объёме. По решению Краснооктябрьского районного суда города Волгограда 10 апреля 2003 года уголовное дело по обвинению супругов Созаруковых было прекращено в связи с изменением обстановки. После указанных событий Созаруков поменял имя на Роман. Впоследствии Роман Созаруков устроился на работу в администрацию Волгоградской области. А его жена занимает пост руководителя контрольного управления администрации Волгограда в команде Сергея Соколова.
В сентябре 2011 года Фонд «Общественное мнение» провёл в Волгоградской области исследование на тему социально-экономической и политической ситуации в регионе. Одним из пунктов была оценка деятельности представителей власти, среди которых и Сергей Соколов. Лишь 15 % опрошенных горожан ответили, что этот политик им известен. При этом только 3 % респондентов оценили работу врио мэра как «хорошую», 51 % — «плохо». Остальные 46 % затруднились ответить.
3 октября 2011 года Дмитрий Медведев провёл совещание с полномочными представителями в федеральных округах по ситуации в жилищно-коммунальном хозяйстве в связи с началом отопительного сезона. На нём президент привёл данные Министерства регионального развития Российской Федерации, о регионах, имеющих наименьший уровень подготовки жилищно-коммунального хозяйства наблюдаются по различным показателям. Волгоградская область была названа в числе аутсайдеров по 6 из 8 направлениям: готовности самого жилищного фонда; готовности котельных; готовности тепловых сетей; замене ветхих и аварийных тепловых сетей; подготовки водопроводных сетей; а также по темпам завоза жидкого топлива. Это не помешало первому заместителю исполняющего обязанности главы Волгограда Игорю Пикалову отчитаться в тот же день о практически 100-процентной готовности города к отопительному сезону.
В январе 2012 года Сергей Соколов подписал распоряжение об увольнении директора одного из муниципальных рынков, которая ранее отказалась безвозмездно передать муниципальное имущество некоммерческой организации. Как предполагают некоторые эксперты, данная ситуация возникла из-за желания городских властей избавиться от принадлежащих городу торговых площадей. При этом балансовая стоимость недвижимости, по которой и предполагается продать рынок, в несколько десятков и сотен раз меньше реальной. История получила широкий общественный резонанс, после чего в середине марта прокурор Волгограда Михаил Шабунин, с учётом социальной значимости вопроса и возможности наступления негативных последствий в случае отчуждения имущества МУП, направил в адрес временно исполняющего полномочия главы Волгограда Сергею Соколову предостережение о недопустимости нарушения законодательства.
После выборов России Сергей Соколов заявил, что успехом Владимир Путин обязан не только самому себе, но и муниципальным властям города-героя на Волге: «В нашем городе Владимиру Путину оказана огромная поддержка, и это результат эффективной работы властей. Жители города увидели, что власти на местах способны работать на развитие Волгограда и области, люди верят лидеру страны Владимиру Путину. Это и обеспечило такой высокий результат». Какие именно успехи в деятельности временной администрации повлияли на исход выборов, не сообщается. При этом рейтинг популярности самого Соколова по декабрьским опросам составляет около 3 %.
С приходом весны в город проявились все недостатки в организации уборки снега зимой: площадки многих остановок завалены сугробами, горы снега лежат вдоль дорог, тротуары покрыты льдом, растаявший снег в виде воды попадает в огромных количествах на проезжую часть, а проезжающие по лужам автомобили обрызгивают прохожих.
В конце апреля 2012 года Сергей Соколов был исключён из партии «Единая Россия» за дискредитацию партии. Сергей Булгаков, руководитель фракции «Единая Россия» Волгоградской областной Думы отметил, что в работе временного главы города были серьёзные просчёты, которые связаны прежде всего с его хозяйственной деятельностью. А уже 27 апреля Сергей Соколов оставил пост по собственному желанию в связи с переходом на другую работу.
Перед этими событиями Соколов рассказал журналистам всё, что думает о Сергее Боженове: «Губернатор Волгоградской области занимается плетением политических интриг», «это не делает ему чести; все шаги направлены против Волгограда», «глава региона перестал с нами общаться». Однако уже на следующий день, 28 апреля стало известно, что Соколов будет назначен заместителем председателя правительства Волгоградской области. Соответствующая информация была размещена на официальном портале правительства. Однако вскоре фамилия Соколова исчезла с сайта. Но уже 11 мая Сергей Соколов вышел на работу.

## Награды
- Заслуженный строитель Российской Федерации (2005).
- Почётный работник топливно-энергетического комплекса — ведомственная награда Минэнерго России (2002).

## Семья
Жена Сергея Соколова, Татьяна Петровна Соколова, 1959 года рождения. В 2008 году участвовала в выборах депутатов Волгоградской городской думы по 29 одномандатному избирательному округу, но проиграла. На момент регистрации занимала должность заместителя генерального директора по экономике, качеству и безопасности ЗАО СМТ «Волгоградстройгаз». В 2011 году возглавила управление по топливно-энергетическому администрации области.